# Louis Maillot
Pour les articles homonymes, voir Maillot.
Louis Maillot est un homme politique français, né le 21 août 1899 au Barboux (Doubs) et mort le 28 août 1975 à Bonnétage (Doubs).

## Biographie
Exploitant agricole, il milite très tôt dans différentes organisations de droite, notamment l'Action française.
Maire du Barboux dès 1945, conseiller général du canton du Russey en 1955, réélu en 1961, il est élu sénateur en octobre 1957 sous l'étiquette indépendante.
En novembre 1958, il est élu député de la circonscription de Pontarlier sous les couleurs de l'UNR. Il est réélu en 1962.
En 1967, il est réélu en tant que suppléant d'Edgar Faure, qui, nommé ministre, lui laisse son siège.